# Премия имени Е. С. Фёдорова

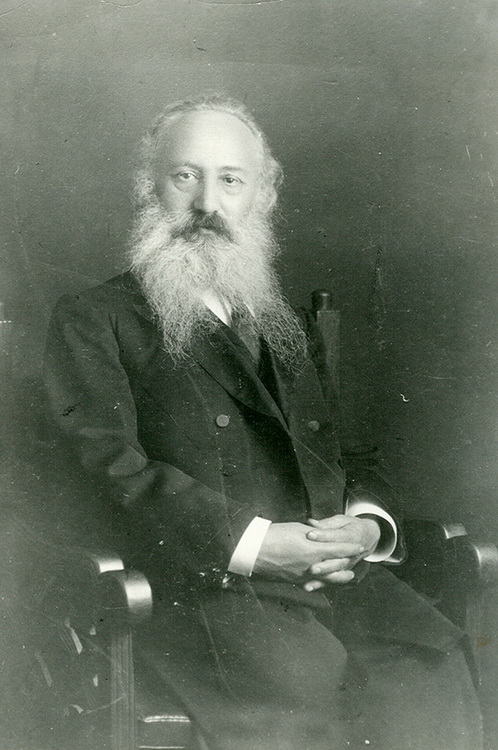
Е. С. Фёдоров

Премия имени Е. С. Фёдорова — премия, присуждаемая с 1947 года Отделением общей физики и астрономии АН СССР/РАН за выдающиеся работы по кристаллографии.
Премия названа в честь русского кристаллографа, минералога и математика Евграфа Степановича Фёдорова (1853—1919).

## Лауреаты премии
На начало 2022 года награда была вручена следующим учёным: 
- 1947 — Николай Васильевич Белов — За работу «Структура ионных кристаллов и металлических фаз»
- 1950 — Виктор Иванович Михеев — За цикл работ под общим названием «Работы по гомологии кристаллов»
- 1959 — Борис Николаевич Делоне — За работы по математической кристаллографии: теории приведения, теории планигонов и стереоэдров
- 1961 — Алексей Васильевич Шубников — За работы по теории симметрии и антисимметрии
- 1964 — Зиновий Григорьевич Пинскер — По совокупности работ в области электронографии
- 1967 — Александр Исаакович Китайгородский — По совокупности работ в области органической кристаллохимии и теории структурного анализа
- 1970 — Иларион Иларионович Шафрановский — По совокупности работ по морфологии кристаллов и истории отечественной кристаллографии
- 1973 — Александр Михайлович Заморзаев — По совокупности работ по теории обобщенной симметрии
- 1973 — Владимир Александрович Копцик — По совокупности работ по теории обобщенной симметрии
- 1973 — Тамара Серафимовна Кунцевич — По совокупности работ по теории обобщенной симметрии
- 1976 — Герман Степанович Жданов — За серию работ по рентгеноструктурным исследованиям кристаллов с особыми физическими свойствами
- 1979 — Валентина Ивановна Иверонова — За цикл работ по атомному ближнему порядку в кристаллах
- 1979 — Альберт Анатольевич Кацнельсон — За цикл работ по атомному ближнему порядку в кристаллах
- 1982 — Александр Александрович Чернов — За цикл работ по исследованию кристаллизации
- 1985 — Берке Борухович Звягин — За цикл работ «Дифракция рентгеновских лучей, электронов и нейтронов в идеальных и реальных кристаллах»
- 1985 — Михаил Александрович Кривоглаз — За цикл работ «Дифракция рентгеновских лучей, электронов и нейтронов в идеальных и реальных кристаллах»
- 1985 — Степан Алексеевич Семилетов — За цикл работ «Дифракция рентгеновских лучей, электронов и нейтронов в идеальных и реальных кристаллах»
- 1988 — Борис Константинович Вайнштейн — За цикл работ «Создание электронографии атомной структуры кристаллов и реконструкции биомолекулярных электонномикроскопических изображений»
- 1991 — Михаил Ювенальевич Антипин — За цикл робот «Атомное строение неорганических и молекулярных кристаллов»
- 1991 — Юрий Тимофеевич Стручков — За цикл робот «Атомное строение неорганических и молекулярных кристаллов»
- 1991 — Валентин Иванович Симонов — За цикл робот «Атомное строение неорганических и молекулярных кристаллов»
- 1994 — Лев Александрович Шувалов — За цикл работ по теории симметрии, фазовым переходам, сегнетоэлектрическим и родственным материалам
- 1994 — Владимир Львович Инденбом — За цикл работ по теории симметрии, фазовым переходам, сегнетоэлектрическим и родственным материалам
- 1997 — Равил Вагизович Галиулин — За цикл работ «Геометрическая кристаллография и структурные фазовые переходы»
- 1997 — Борис Валерьевич Безносиков — За цикл работ «Геометрическая кристаллография и структурные фазовые переходы»
- 1997 — Кирилл Сергеевич Александров — За цикл работ «Геометрическая кристаллография и структурные фазовые переходы»
- 2000 — Георгий Борисович Бокий — За цикл работ «Систематика природных силикатов и оксидов и законы структурообразования в неорганических соединениях»
- 2000 — Станислав Васильевич Борисов — За цикл работ «Систематика природных силикатов и оксидов и законы структурообразования в неорганических соединениях»
- 2003 — Вячеслав Васильевич Осико — За цикл работ «Создание основ высокотемпературной кристаллизации»
- 2003 — Хачик Саакович Багдасаров — За цикл работ «Создание основ высокотемпературной кристаллизации»
- 2006 — Вадим Сергеевич Урусов — За цикл работ «Компьютерное моделирование структуры и свойств минералов и неорганических материалов»
- 2009 — Михаил Валентинович Ковальчук — За «Цикл работ по разработке метода стоячих рентгеновских волн и его использованию для исследования структуры кристаллов»
- 2009 — Рафик Мамед-оглы Имамов — За «Цикл работ по разработке метода стоячих рентгеновских волн и его использованию для исследования структуры кристаллов»
- 2009 — Виктор Германович Кон — За «Цикл работ по разработке метода стоячих рентгеновских волн и его использованию для исследования структуры кристаллов»
- 2012 — Лев Абрамович Фейгин — За цикл работ «Структурообразование и фазовые превращения низкоразмерных самоорганизующихся систем различной симметрии»
- 2012 — Сергей Николаевич Чвалун — За цикл работ «Структурообразование и фазовые превращения низкоразмерных самоорганизующихся систем различной симметрии»
- 2012 — Максим Анатольевич Щербина — За цикл работ «Структурообразование и фазовые превращения низкоразмерных самоорганизующихся систем различной симметрии»
- 2015 — Дмитрий Юрьевич Пущаровский — За цикл работ «Кристаллохимия новых минералов через 100 лет после работ Е. С. Федорова»
- 2015 — Наталья Витальевна Зубкова — За цикл работ «Кристаллохимия новых минералов через 100 лет после работ Е. С. Федорова»
- 2015 — Игорь Викторович Пеков — За цикл работ «Кристаллохимия новых минералов через 100 лет после работ Е. С. Федорова»
- 2018 — Владимир Олегович Попов — За цикл работ «Структурная биология макромолекул, значимых для биотехнологии и медицины»
- 2018 — Инна Петровна Куранова — За цикл работ «Структурная биология макромолекул, значимых для биотехнологии и медицины»
- 2018 — Валерия Ролановна Caмыгина — За цикл работ «Структурная биология макромолекул, значимых для биотехнологии и медицины»
- 2021 — Юрий Владимирович Писаревский — За цикл работ «Установление связей структура-свойства в кристаллах фотоники и пьезотехники»
- 2024 — Наталья Николаевна Новикова — За цикл работ «Структурная диагностика наноразмерных слоистых систем»
- 2024 — Сергей Николаевич Якунин — За цикл работ «Структурная диагностика наноразмерных слоистых систем»
- 2024 — Николай Иванович Чхало — За цикл работ «Структурная диагностика наноразмерных слоистых систем»